# 江西师范大学附属中学
江西师范大学附属中学（The Attached Middle School to Jiangxi Normal University，简称江西师大附中或SDFZ）创办于1954年9月，青山湖校区位于江西省南昌市青山湖区北京西路194号，面对江西师范大学青山湖校区。学校原名江西师范学院附属中学，1986年被江西省教育厅评为“首批省级重点中学”，1996年被评为“首批省级优秀重点中学”，2012年被评为江西省“首批示范普通高中”。江西师大附中是江西省最著名的中学之一。

## 历史
- 1954年5月，创办江西师范学院附属中学，创办时仅有初中部。
- 1956年，开始招收高中学生，成为一所全日制完全中学。
- 1968年10月，附中在文化大革命期间遭到严重破坏，下迁到江西靖安县与靖安共大合并。
- 1969年6月，从靖安共大分出，改名为靖安五七中学。
- 1970年，先改名为靖安东风共大，后又再次并入靖安共大。
- 1973年9月，附中迁回南昌原校地址，恢复“江西师范学院附属中学”校名。
- 1983年7月，学校随着江西师范学院的改名，而更名为江西师范大学附属中学。
- 1988年，校党支部改为党总支，同时试行校长负责制。
- 2009年4月16日，经南昌市教育局批复，江西师大附中成立滨江校区。
- 2009年7月22日，江西师大附中滨江校区正式揭牌成立。[2]